# 西港城

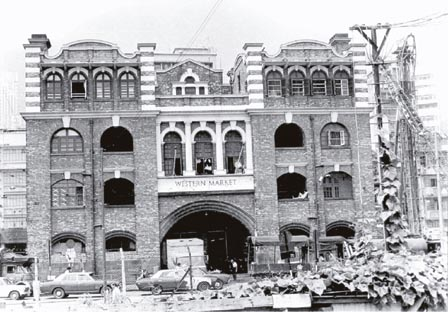
上環街市舊貌

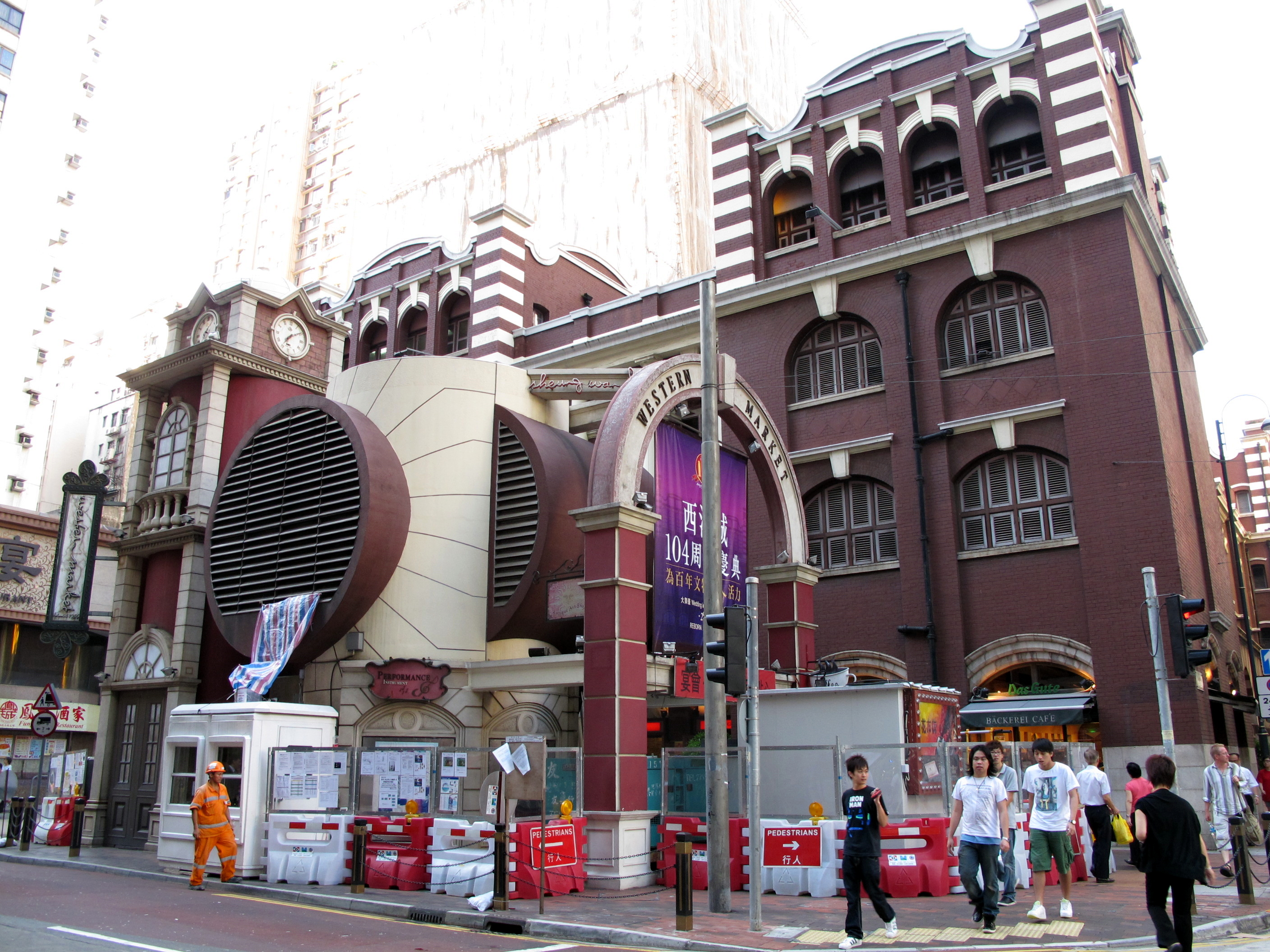
西港城南面外貌

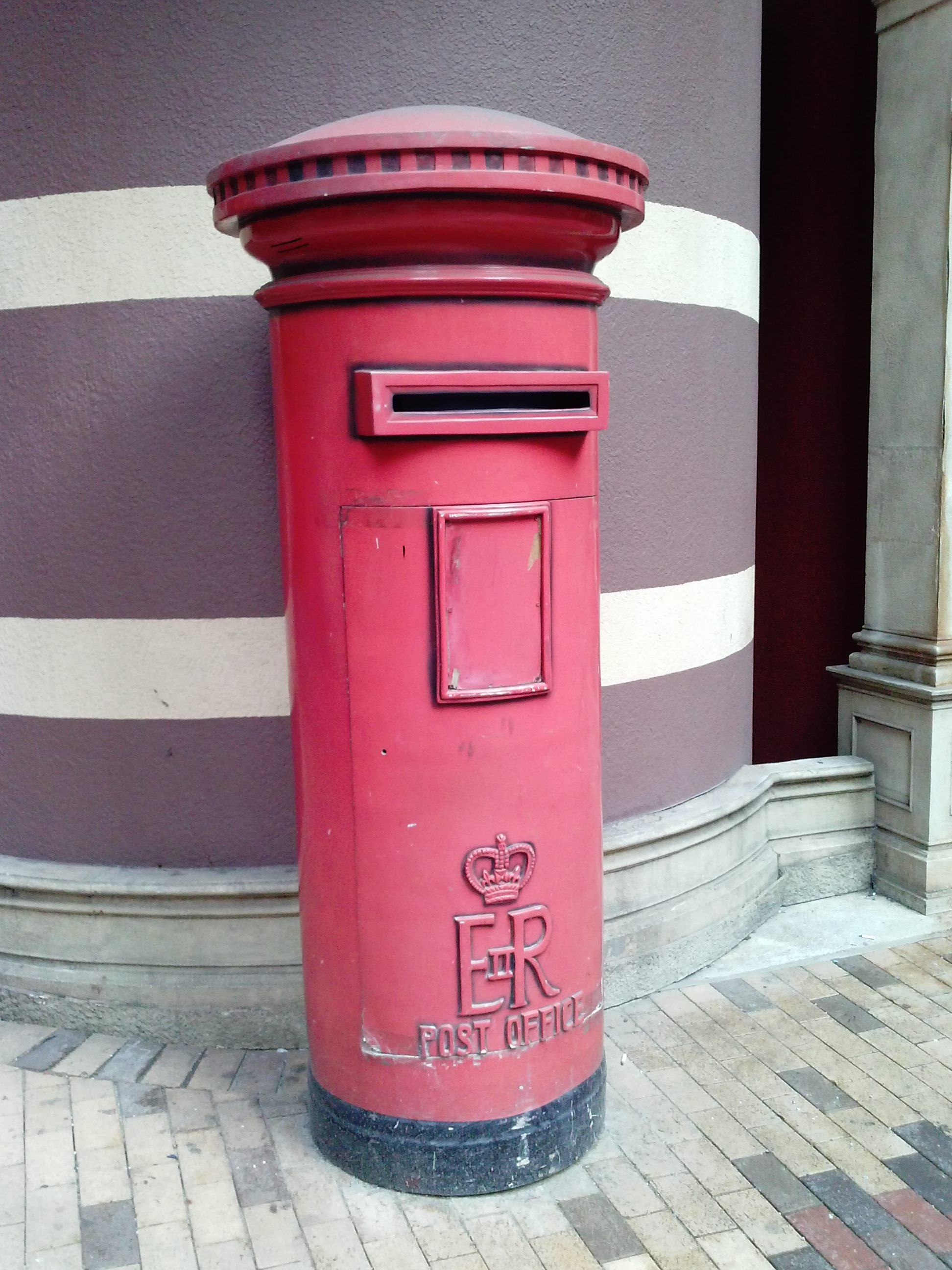
行人路旁仿製昔日香港郵政造型的紅色郵筒
（PB27/1型，完全不依比例）

西港城（英語：Western Market）是一座商場，前身是舊上環街市北座大樓，位於香港上環德輔道中323號。大樓建於1906年，於1990年間進行全面修葺。

## 北座大樓
西港城的前身是舊街市及海事處舊址北座大樓的擴充部分，當年海事處因地方狹窄，不足應付日益增多的船政管理，因而搬往中環新填海區，舊建築物拆卸，改建成上環街市北座。大樓建於1906年，採用英國愛德華時代建築風格，以紅磚砌成，花崗石作地基，底層入口有大型圓拱，具有歷史價值。大樓最初是海事處總部舊址，後來才改建為街市。
1983年上半年，街市南座因興建地鐵港島綫第2期建築工程而拆卸，原址興建上環市政大廈。自從上環市政大廈在1989年啟用後，街市各商販於8月起悉數遷入新大樓，街市北座於1989年9月起空置。場內部分商舖原為附近一帶的老字號，當中包括古玩、特色手工藝品店及數間食肆。2樓的布匹專賣店，皆從已遷拆的花布街（中環中心現址）搬遷至西港城。
西港城原本有上下2層，在修葺後加建了2層，成為共4層的建築，頂層開設了懷舊舞酒樓「大舞臺飯店」。
1990年，大樓被香港政府的古物古蹟辦事處列為香港法定古蹟，同年6月由土地發展公司（今市區重建局）把大樓進行全面修葺，並容許當年10多個於中環永安街（即花布街）商戶遷入西港城2樓，每戶獲賠數百萬元。自此成為具有香港文化特色的傳統行業及工藝品中心，管理有限期為21年。市區重建局2003年再進行活化工程，增添主題餐廳及幾家特色商店。

## 市建局要求租戶遷出
2012年1月，明報獨家報道市建局管理西港城期限將於2月1日屆滿。發展局證實，與市建局達成共識，批准延長局方管理西港城多3年，其間作大規模復修勘察，西港城未來用途要再諮詢公眾。但由於市建局需向地政總署繳交市值租金，未來3年商戶的租金皆有所調升，3年後會否要求布商遷出仍是未知之數。2016年10月，市建局決定再延長其商戶租期18個月，至2018年8月。
到2025年2月，2樓的宴會場地已經遷出，而1樓的「花布街」的租戶亦表示不獲續租，同時指出早在疫情期間市建局已經計劃翻新，並改變定位。發展局回覆媒體的查詢時表示西港城翻新及復修工程將會在2025年展開，為期2年，但沒有透露未來的發展，只表示會與市建局商討。而市建局指所有商戶需要遷出，德藝會合作協議將於同年5月31日結束。

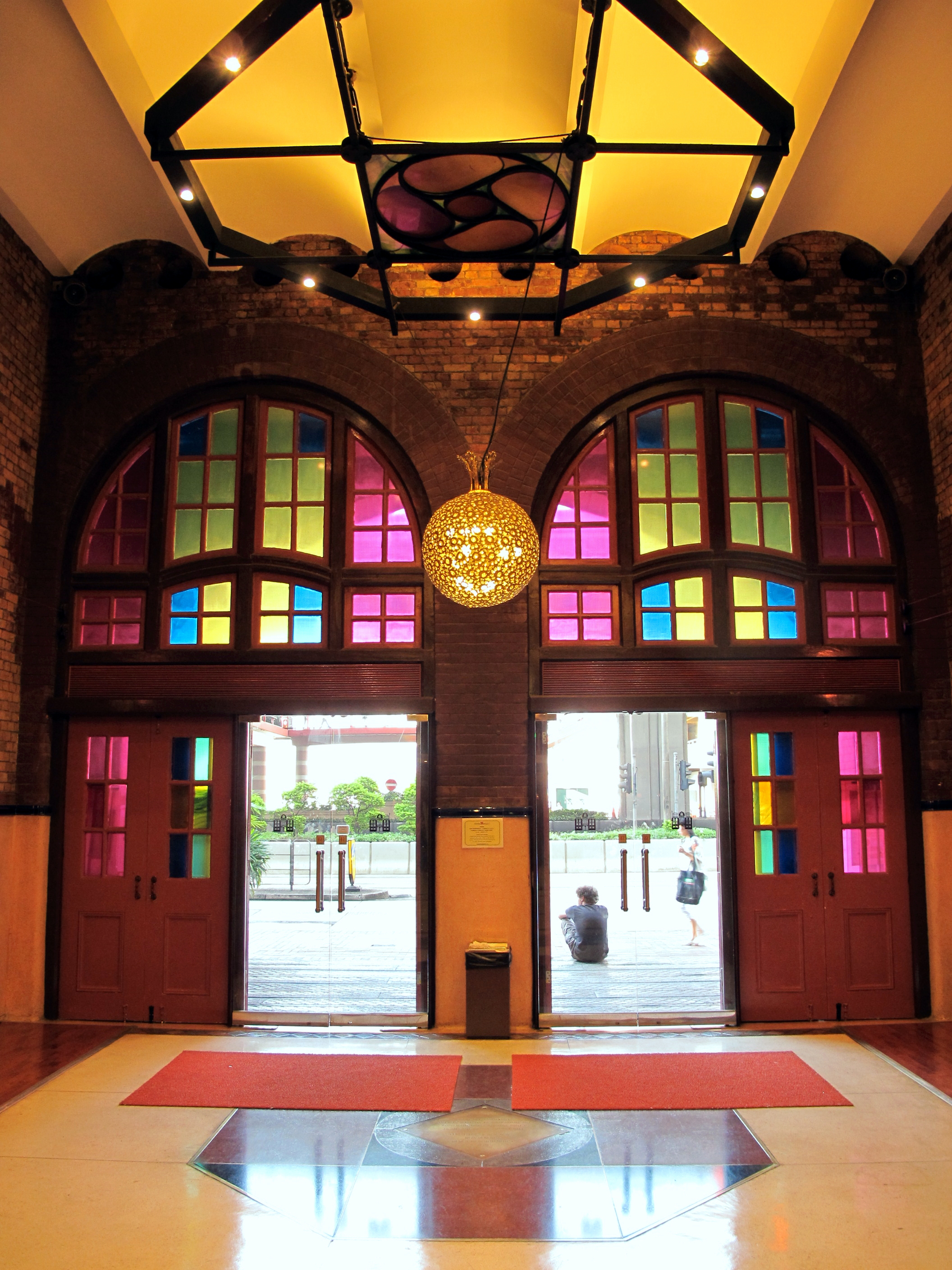
西港城入口
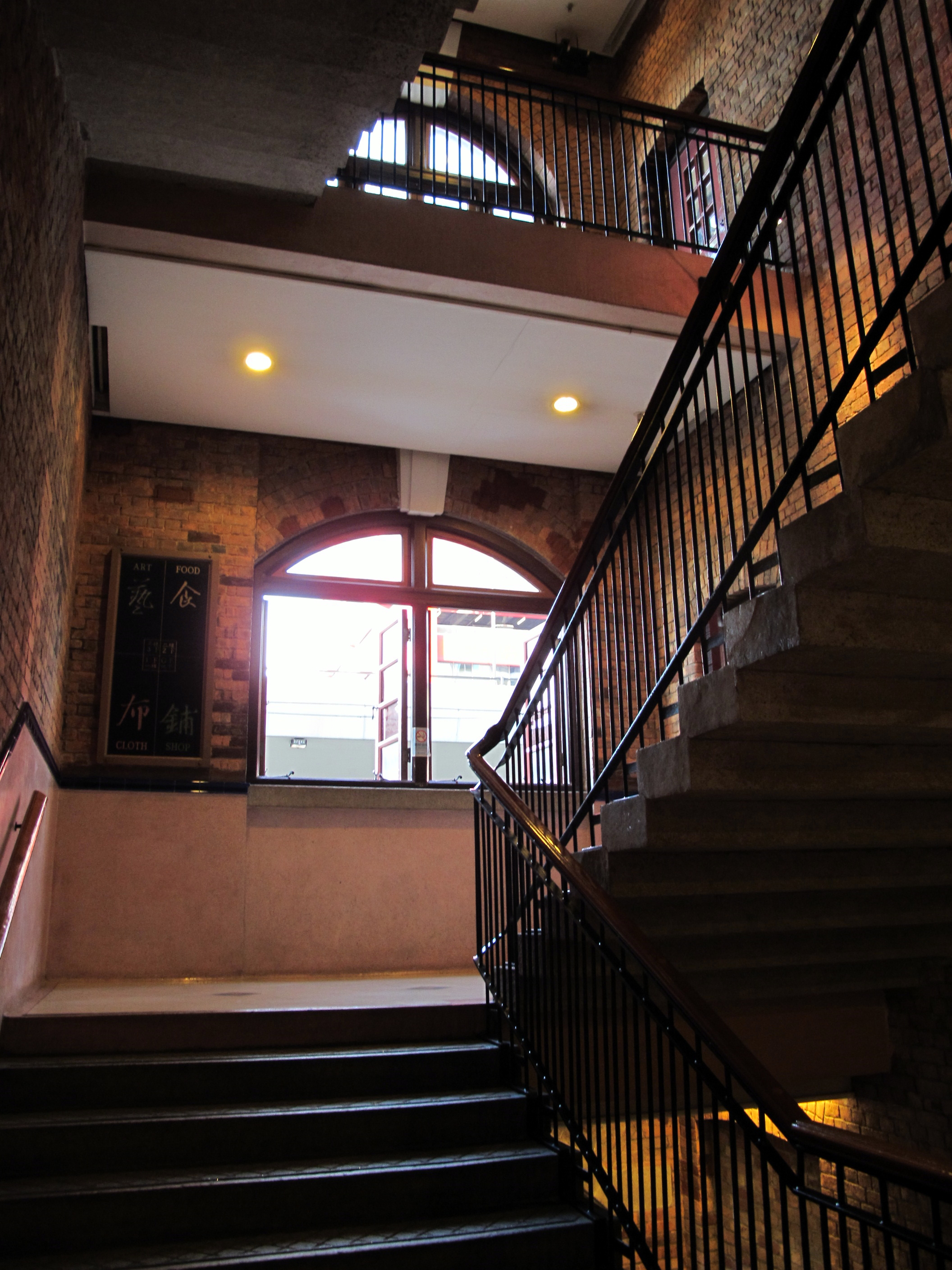
西港城內的樓梯
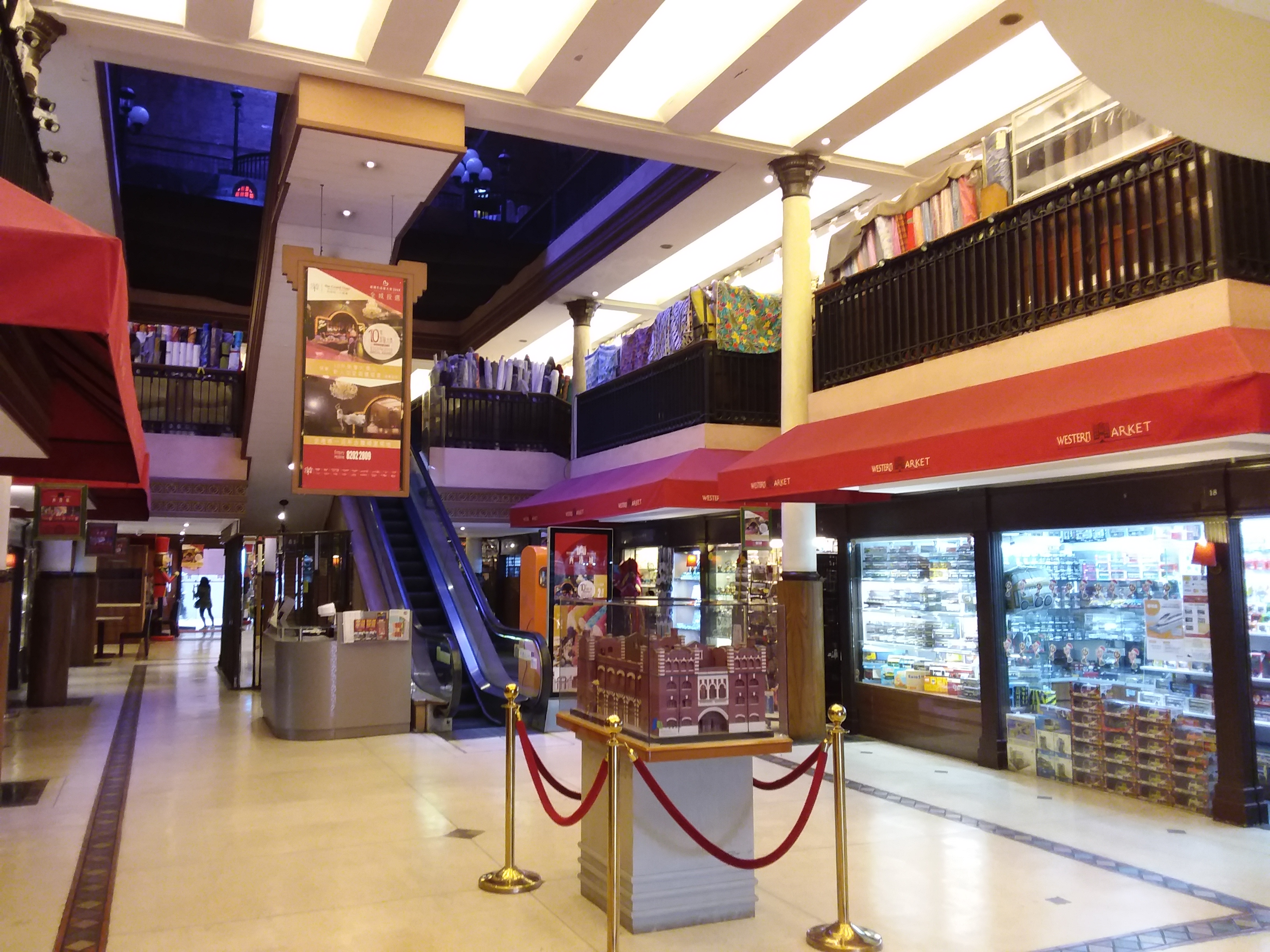
西港城內貌
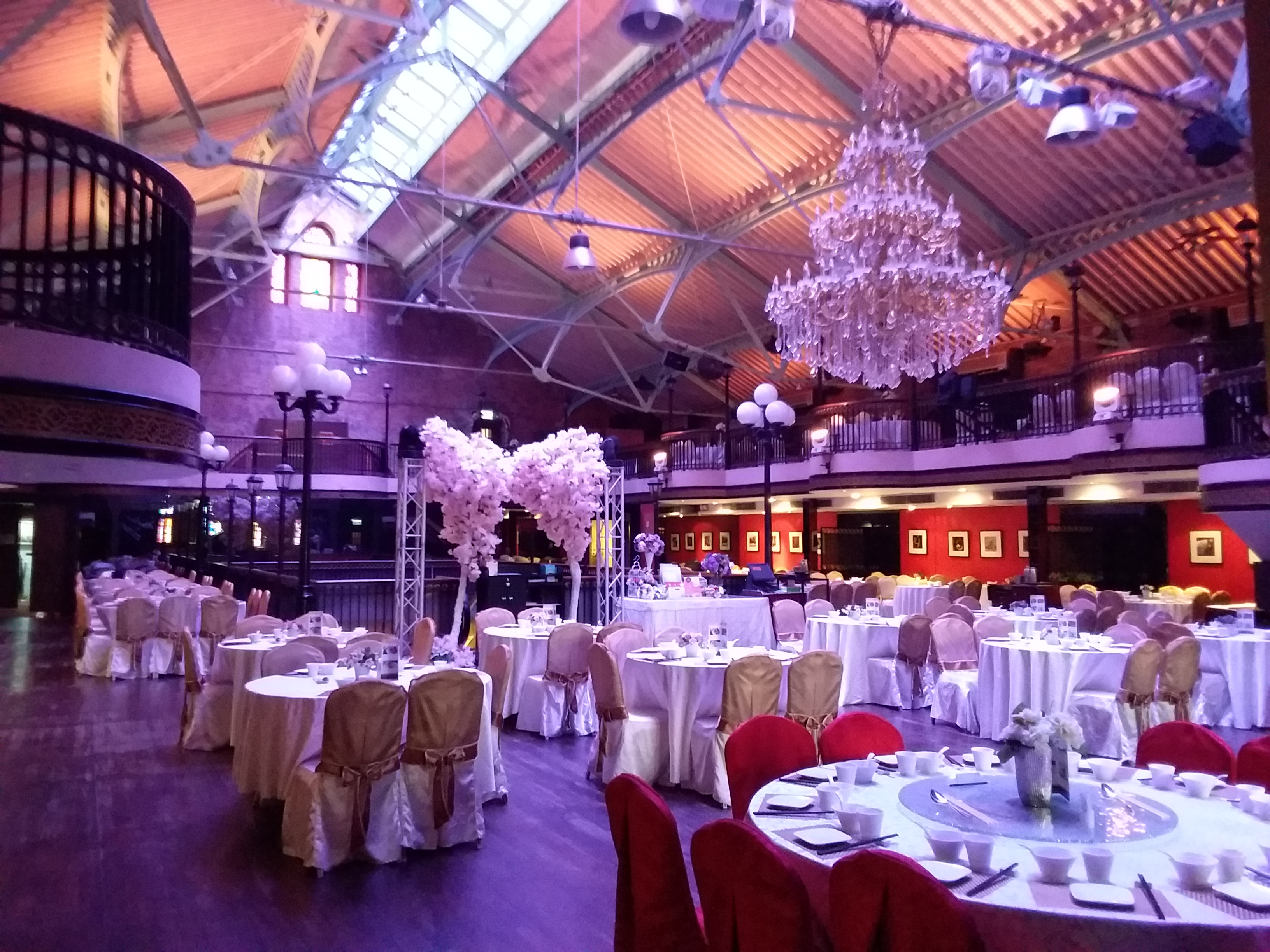
西港城頂層開設懷舊舞酒樓
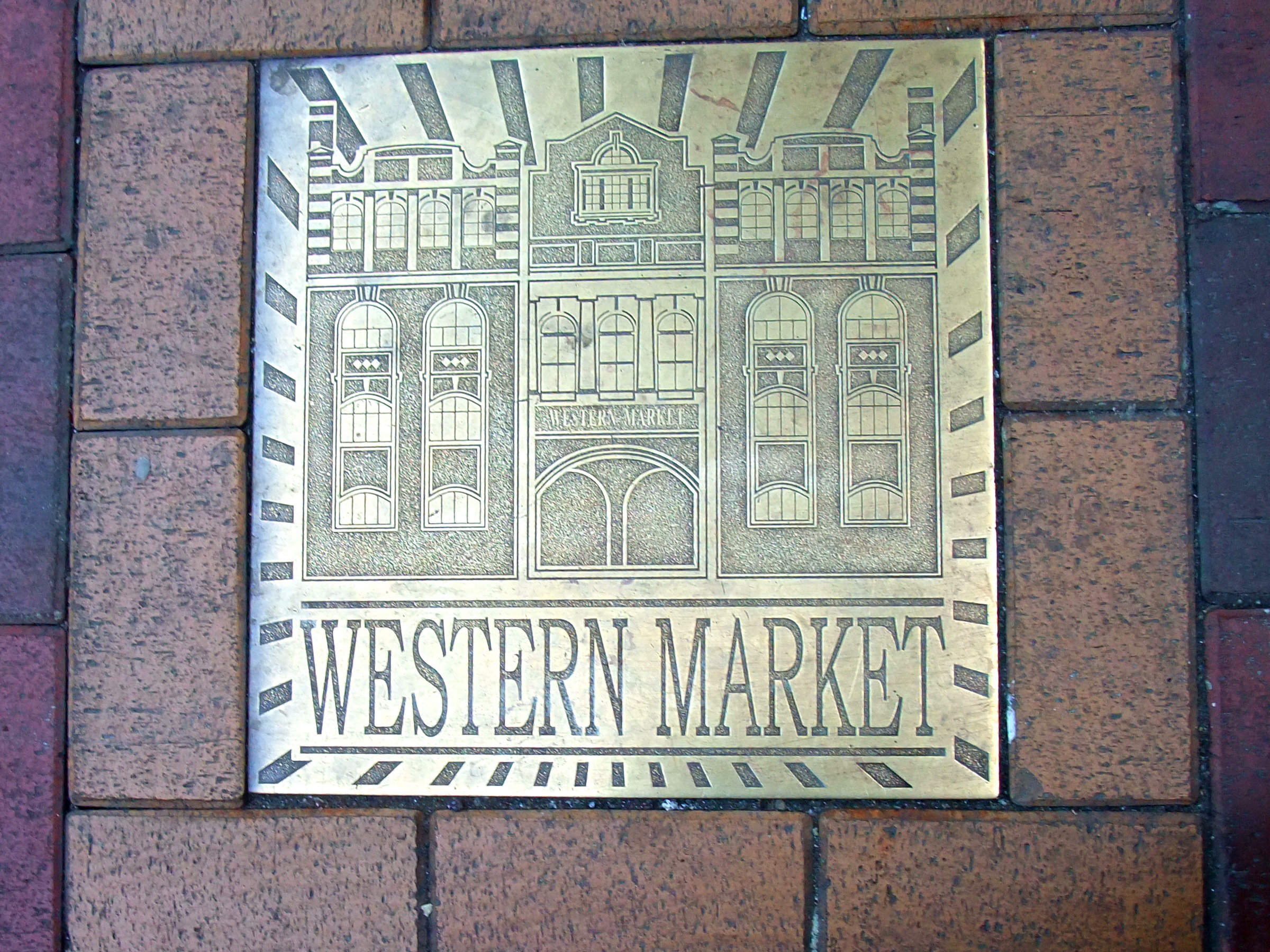
行人路的銅刻裝飾
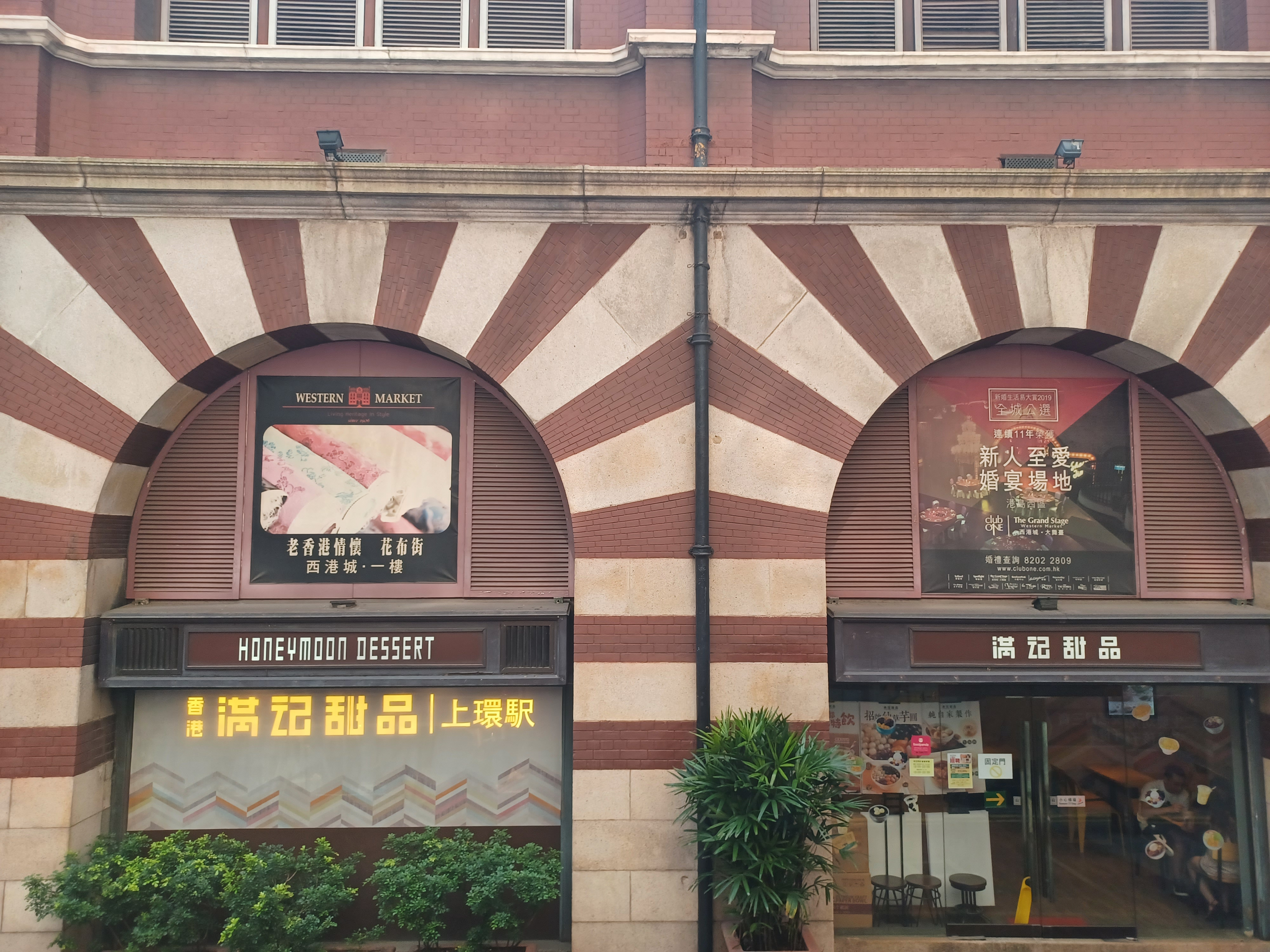
西港城面向摩利臣街

## 南座大樓
舊上環街市南座大樓於1981年拆卸，重建為上環市政大廈，於1989年12月19日啟用。

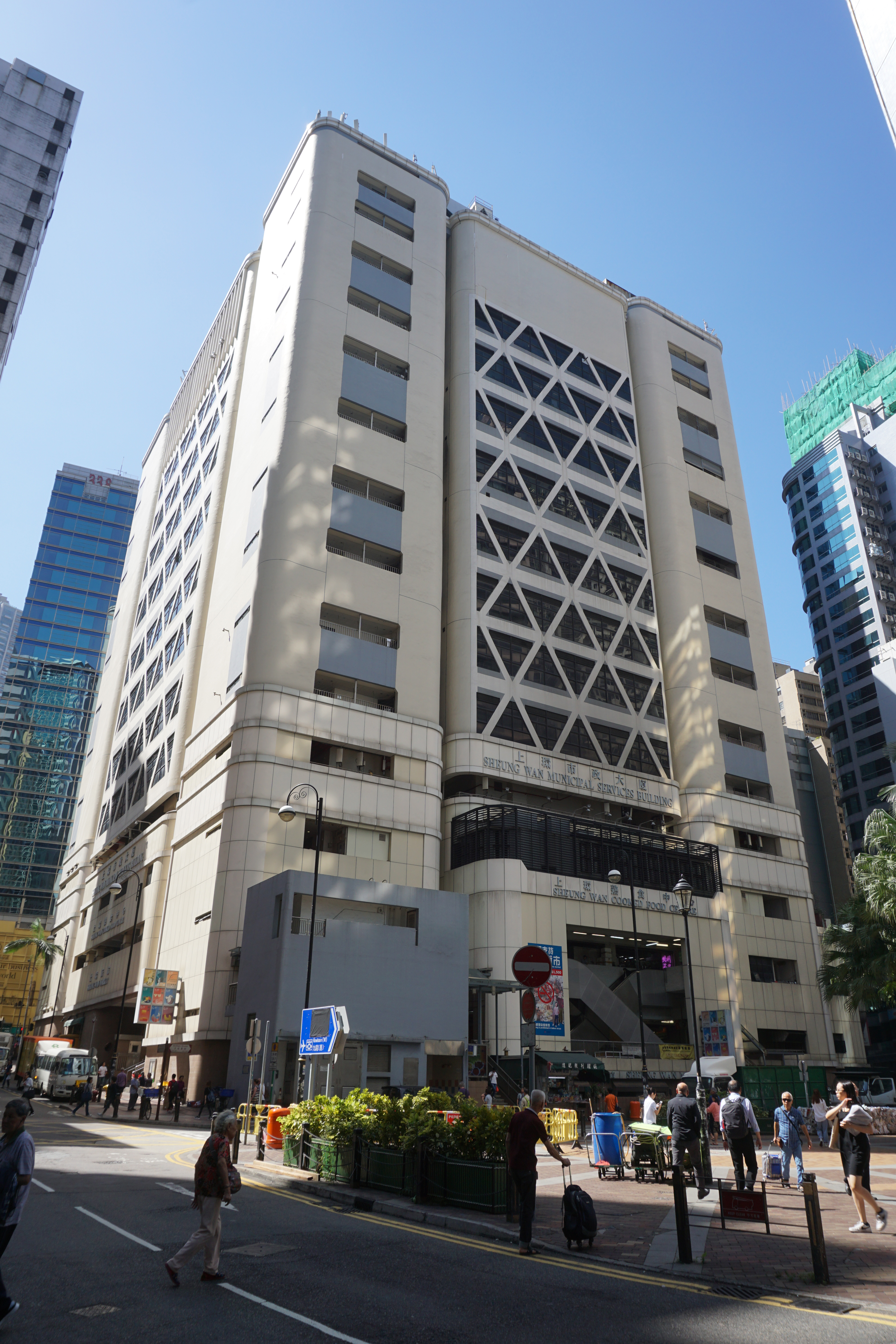
上環市政大廈
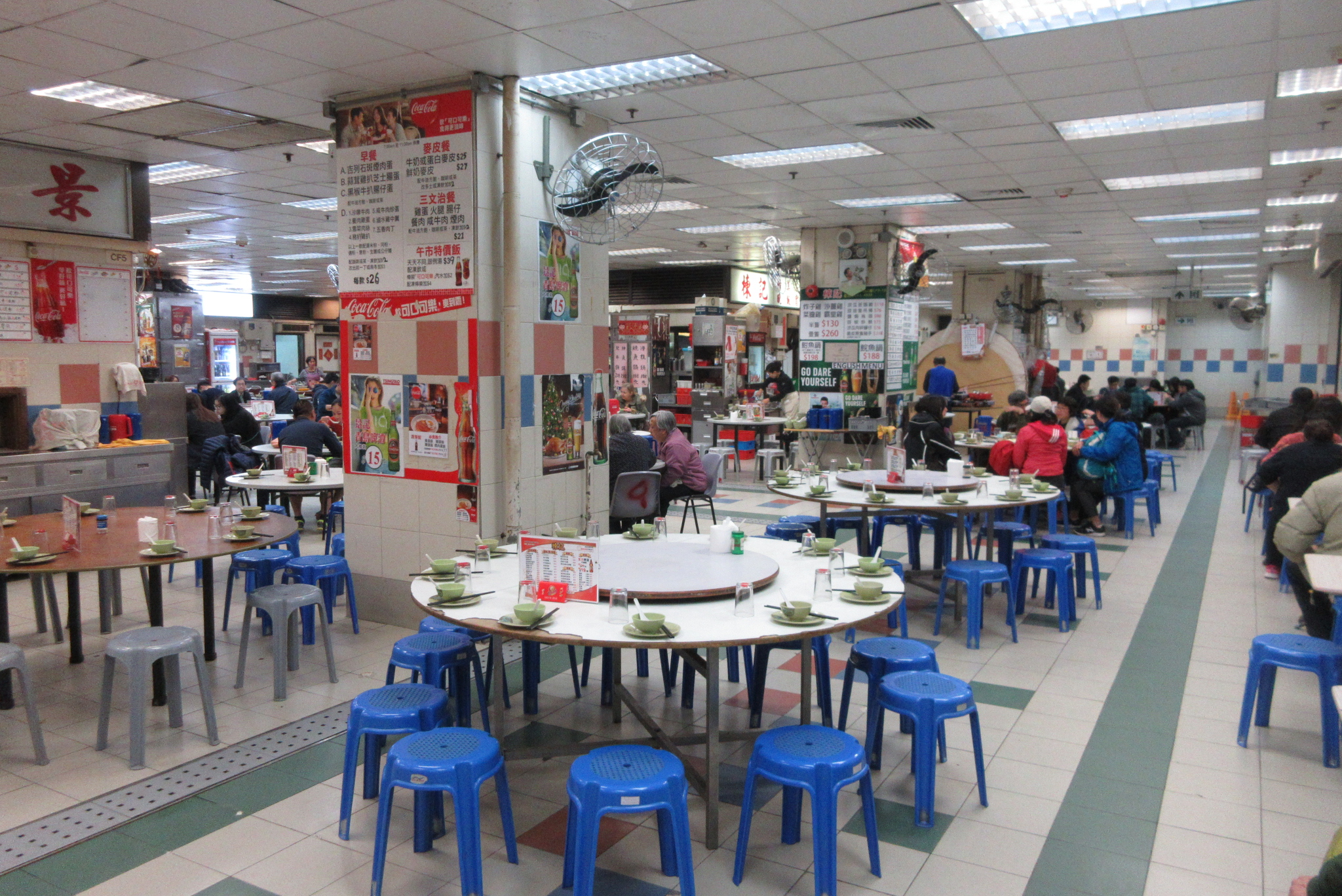
室內熟食市場
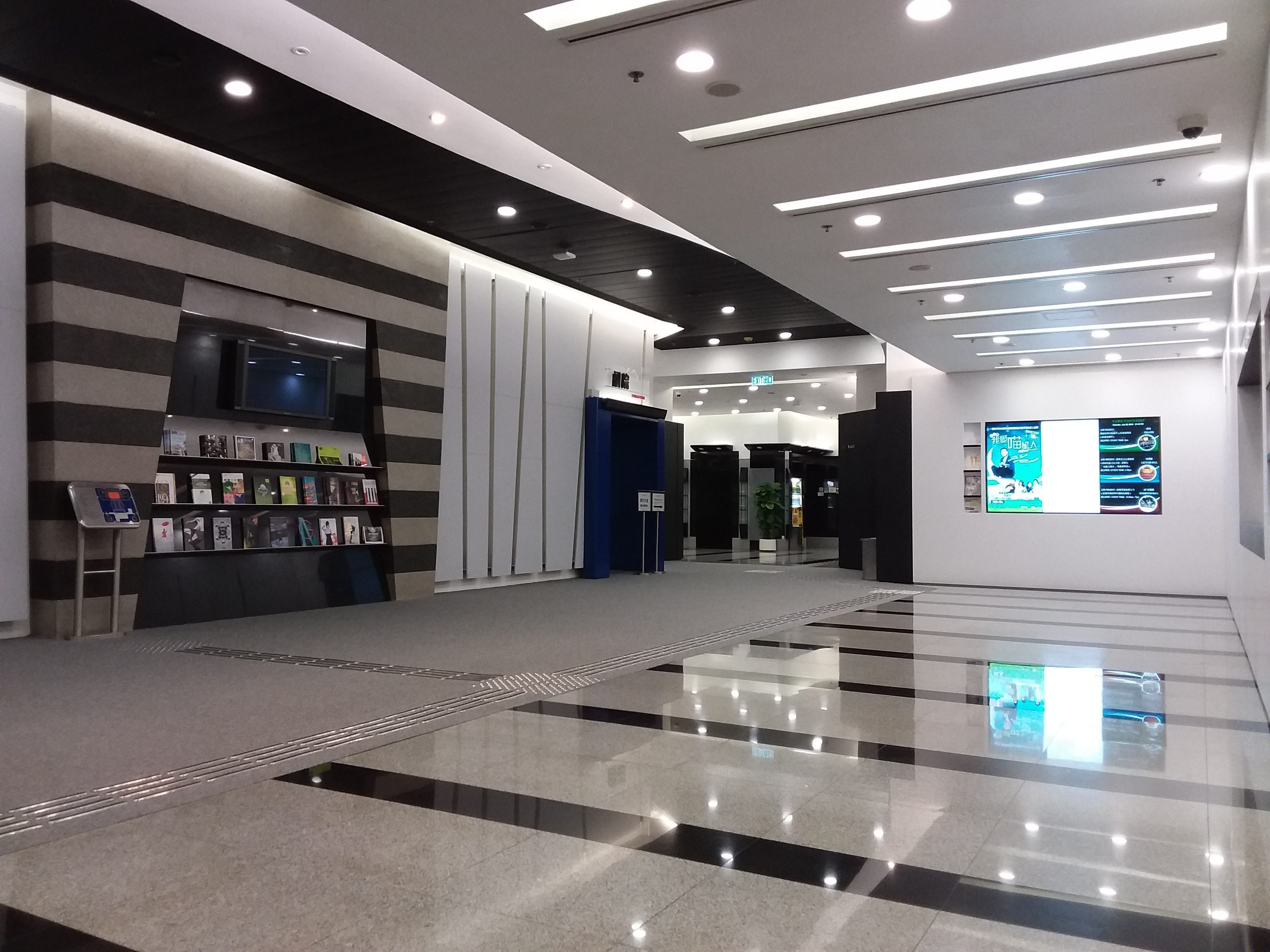
上環文娛中心

## 鄰近建築
- 信德中心
- 港澳碼頭
- 上環郵政局
- 中區警區總部

## 外部連結
- 西港城官方網站 （页面存档备份，存于）
- 西港城 | 香港旅遊發展局 - Discover Hong Kong （页面存档备份，存于）